# Jan Szychowski
Jan Szychowski lub Juan Szychowski (ur. 28 lutego 1890 w Borszczowie, zm. 13 maja 1960 w La Cachuera) – polski emigrant w Argentynie, wynalazca i założyciel rodzinnego przedsiębiorstwa obecnie znanego w świecie z produkcji yerba mate Amanda.

## Życiorys
W 1900 roku wraz z grupą kilkunastu rodzin polskich rolników jego ojciec, polski młynarz Julian Szychowski wraz z rodziną i dziećmi wyemigrował do Argentyny. Wydarzenie to zakończyło edukację jedenastoletniego Jana na kilku klasach szkoły powszechnej.
Po dotarciu do Buenos Aires popłynęli jeszcze w górę rzeki Parana blisko 1000 km na północ, do prowincji Misiones.
Następnie wraz z wozami przywiezionymi z Polski wyruszyli ze stolicy prowincji Posadas by po trzech tygodniach dotrzeć do osady Apóstoles, gdzie mieli wyznaczone miejsce zasiedlenia.
Jan został czeladnikiem kowala. Okuwali wozy, na wzór polskich znane tam jako carros polacos. Gdy ukończył 18 lat otworzył swój zakład kowalski, w którym wykonywał wszelkie prace przy powozach i pojazdach transportowych. w roku 1911 ożenił się z polską emigrantką Bronisławą Kruchowską, która przyjechała w tej samej większej grupie kilku polskich rodzin.
Po 14 latach postanowili wyjechać z ojcem do Buenos Aires aby znaleźć pracę i w ten sposób uzyskać środki finansowe niezbędne do powrotu do Europy lub ewentualnie przenieść się do USA lub Kanady.
Wkrótce zrezygnowali z tych planów gdy usłyszeli o wybuchu wielkiej wojny światowej w Europie. W końcu powrócili do miejsca swego osiedlenia. Podczas pobytu w Buenos Aires po raz pierwszy zobaczył precyzyjne maszyny tokarskie. Przestudiował ich budowę i zasady działania, i postanowił sprowadzić je potem do posiadłości pod Apostoles. Po powrocie skonstruował najpierw prosty kierat, którego napęd stanowił źródło energii dla jego pracowni.
Następnie częściowo z pamięci a częściowo dzięki swojej pomysłowości własnoręcznie zbudował wielofunkcyjną tokarkę. Pierwszą tokarkę wykonał z drewna i dopiero przy pomocy tej pierwszej prymitywnej tokarki w ciągu 3 lat zbudował tokarkę całkowicie wykonaną z metalu. Była to pierwsza wykonana w Argentynie tokarka.
W roku 1919 po trzech latach, Jan Szychowski dysponował urządzeniami i narzędziami, które stanowiły początek budowania zakładów w estancji „La Cachuera”, które z czasem przyniosły mu podziw, rozgłos i prawdziwą fortunę.
Wszystkie części i urządzenia zrobił sam, we własnym zakładzie, na swojej tokarce.
W 1932 roku ukończył budowę maszyny do czyszczenia i sortowania miejscowego ryżu i kukurydzy, która miała rozmiary wagonu kolejowego. Potem wykonał młyn do przetwarzania manioku na sypki krochmal. W 1936 roku uruchomił maszynę, której zadaniem było cięcie liści i gałązek yerba mate.
Pod koniec 1920 roku za zgodą lokalnych władz sporządził plan warstwicowy pobliskiej doliny oraz zaprojektował i zbudował tamę przez całą jej szerokość przegradzając płynący nią potok Chimiray na granicy pomiędzy prowincjami Misiones i Corrientes, która spiętrzyła jego wody i utworzyła sztuczne jezioro. Następnie wykopał kanał o długości 700 metrów, którym doprowadził spiętrzoną wodę do fabryki, która wprawiała w ruch 3,5 metrowe koło młyńskie, w późniejszym czasie zastąpione turbiną Kaplana produkującą energię elektryczną potrzebną do napędzania maszyn w jego fabryce.
Zbudował też linię telefoniczną do swojej estancji biegnącą z odległego o około 20 km Apóstoles.
W 1936 roku rząd II Rzeczypospolitej Polskiej przyznał mu Brązowy Krzyż Zasługi, z powodu jego wielkiej przedsiębiorczości i ogromnych sukcesów polskiego osadnika w Argentynie. Krzyż ten eksponowany jest na honorowym miejscu w obecnym muzeum Juana Szychowskiego.
W 1957 roku został mianowany honorowym członkiem „National Geographic Society” za jego wytrwałość i pomysłowość.
Don Juan jak nazywano go w Argentynie zmarł w 1960 roku. Miał czterech synów i cztery córki. Pozostawił po sobie ważne dziedzictwo dla regionu w którym mieszkał. Jego szczątki zostały złożone w ziemi na terenie kompleksu La Cachuera, w miejscu, które sam wybrał, i z którego jest widoczna znaczna część dorobku jego życia.
Na cześć Szychowskiego 26 sierpnia 1997 roku w setną rocznicę obchodów przybycia pierwszych polskich i ukraińskich osadników do Misiones, na terenie La Cachuery założono Muzeum Juana Szychowskiego.